# Aero A-304
Aero A-304 byl československý průzkumný a lehký bombardovací letoun vyvinutý v druhé polovině 30. let 20. století. továrnou Aero, továrna letadel, dr. Kabeš, Praha-Vysočany.

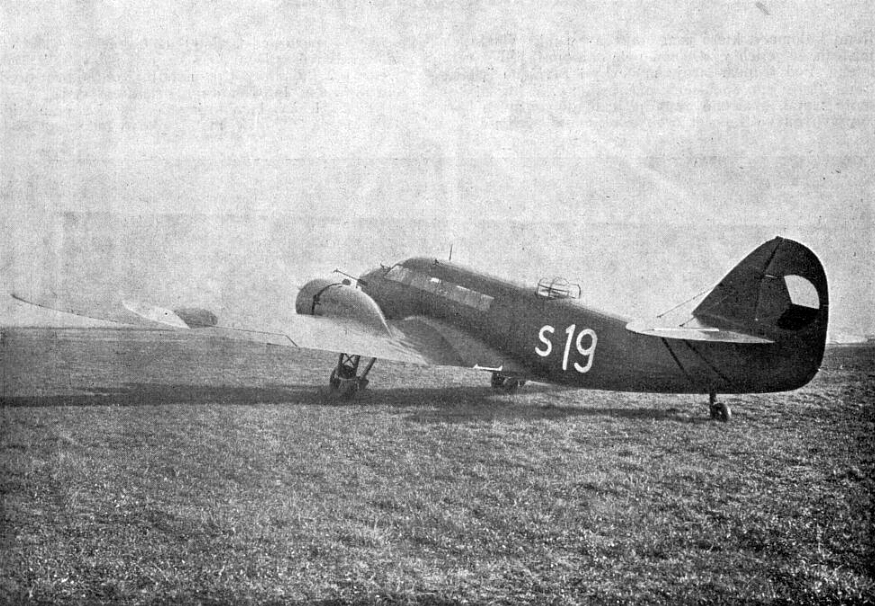
Aero A-304 (Letectví, leden 1939)

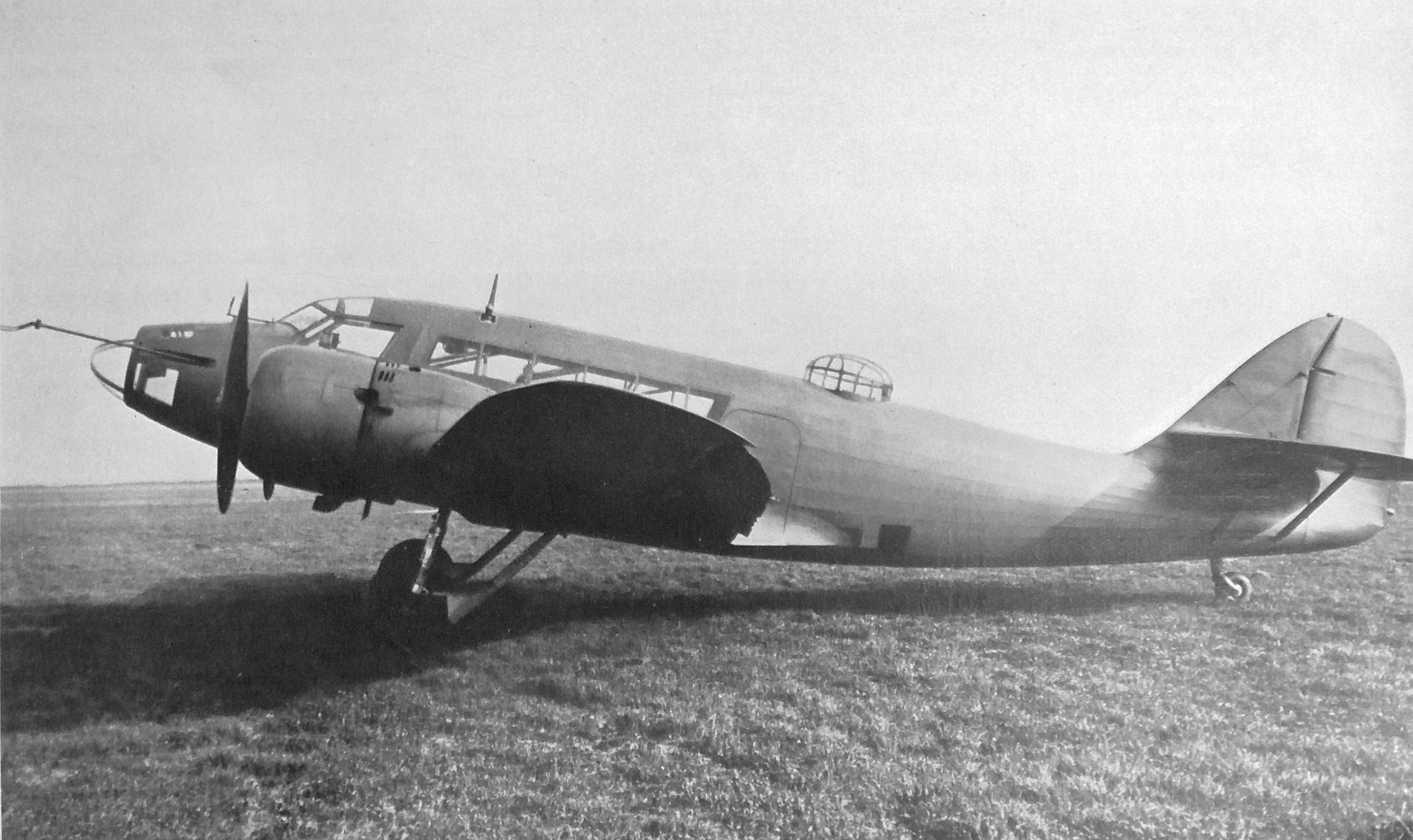
Aero A-304 (prototyp 1937)

## Vznik a vývoj
Československý průzkumný letoun a lehký bombardovací letoun Aero A-304 má svůj vzor v dopravním letadle Aero A-204, které vzniklo na základě požadavků ČSA z roku 1935. Na továrnu Aero se únoru 1935 obrátily ČSA s požadavkem na konstrukci a výrobu rychlého dopravního letounu pro dvoučlennou posádku a 8 cestujících na přepravní vzdálenost až 900 km. Továrna Aero chtěla na tomto letounu použít motor Walter Super Castor, avšak ČSA si vyžádaly instalaci starších a méně výkonných motorů Walter Pollux II. Továrna Aero představila v březnu 1936 dopravní letoun Aero A-204 se dvěma motory Walter Pollux II, ale prototyp (OK-BAA) přes pozitivní výsledky testů nedošel u ČSA ani u ministerstva národní obrany (MNO) uznání a k objednávce od ČSA nedošlo. Letecká společnost ČSA nakonec dala přednost britským letounům Airspeed Envoy.
V roce 1936 byla vydána Ministerstvem národní obrany (MNO) Specifikace pro nový vojenského letounu, typu III. Ta se týkala zejména konstrukce třímístného průzkumného a pozorovacího letounu krátkého dosahu. Soutěže se zúčastnily tři firmy, které nabídly letouny: Letov Š-50, ČKD-Praga E-51 a Aero A-304. Aero bylo v této soutěži mírně zvýhodněno, protože prototyp A-204 zakoupilo MNO a další vývojové práce podporované MNO v Aeru pokračovaly. Práce na letounu A-204 nepřišly až tak vniveč, protože MNO si v roce 1937 objednalo vojenskou verzi tohoto letounu, která pak dostala označení Aero A-304. Výsledkem byl stroj Aero A-304 technického ředitele a konstruktéra Ing. Antonína Husníka, který úspěšně zakončil v prvé polovině roku 1938 vojenské zkoušky. V ústavu VTLÚ (Vojenský technický a letecký ústav) se zkoušel stroj s označením S 19.

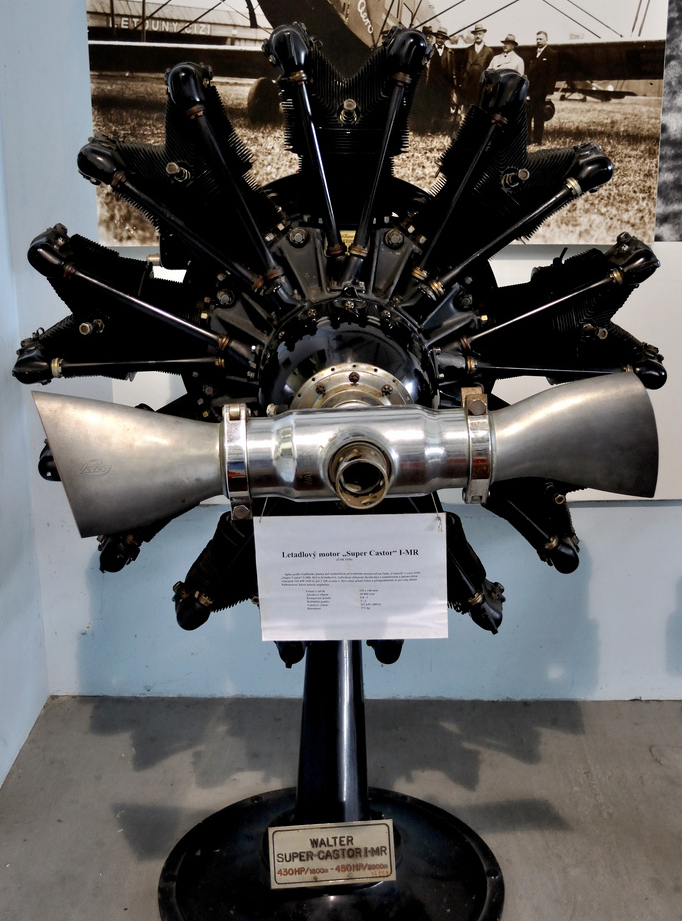
Walter Super Castor I-MR (1936)

Úspěšnou objednávkou MNO však vývoj neskončil. V březnu 1938 byl v Aeru ukončen vývoj letounu A-404 se dvěma motory Walter Sagitta I-SR, ale ke stavbě těchto letounů už nedošlo. Veškerá kapacita v Aeru byla upřena na vývoj vlastního rychlého středního bombardéru Aero A-300 a přípravu výroby licenčních letounů B-71.

## Popis letounu

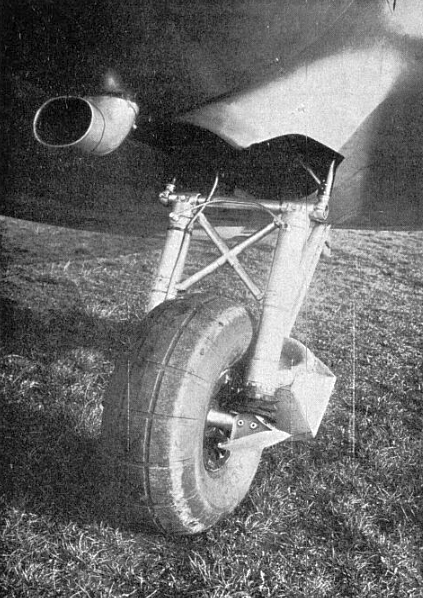
Aero A-304, přední kolo zatahovacího podvozku (Letectví, leden 1939)

Jednalo se o tří až čtyřmístný dvoumotorový dolnoplošník smíšené konstrukce se zatahovacím záďovým podvozkem. Ostruha s olejopneumatickým odpružením měla náběžné kolo s nízkotlakou pneumatikou, které bylo otočné kolem svislé osy. Letoun měl celokovový trup potažený částečně plátnem a duralovými plechy. Kostra trupu byla svařena z Cr-Mo ocelových trubek, k níž byla připevněna dřevěná karoserie. Křídlo lichoběžníkového půdorysu s celodřevěnou kostrou bylo potaženo nosnou překližkou. Kovová kostra křidélek měla plátěný potah. Prosklená příď měla konstrukci z duralu. V hlavní kabině letounu, opatřené okny po celé délce, může být dopravován větší počet osob a objemnější předměty. Hlavní podvozek byl zatahován do motorových gondol, zádový byl pevný s kapotáží kola.Letoun byl opatřen vojenskou "khaki" barvou s československými výsostnými znaky na obou plochách křídla a na směrovce.
Oba motory Walter Super Castor I-MR uložené v motorových gondolách a upevněné pružně na ložích z ocelových trubek byly opatřeny veškerým příslušenstvím (sběrače výfuků, prstencové kryty NACA, chladiče oleje, potrubí, ohnivzdorné stěny) a tvořily samostatné, snadno snímatelné sestavy. Motory poháněly dřevěné, okované vrtule o průměru 295 cm. Spouštění motoru bylo prováděno stlačeným vzduchem přiváděným z kompresoru Walter Garelli. Tři palivové nádrže o celkovém objemu 925 l byly ukryty v křídle. Byly vyrobeny z duralu a stav v nádržích byl signalizován na přístrojovou desku elektrickými ukazovateli obsahu. Olejové nádrže byly opatřeny elektrickými ohřívači a měly přestavitelné cirkulační okruhy.
Letoun byl využíván československým letectvem jako průzkumný/pozorovací letoun a sloužil k výcviku posádek bombardovacích strojů a i k bojové službě. Byl na něm sice patrný původ v civilním dopravním stroji Aero A-204, ale v předválečném období byl dovybaven zbraňovými systémy (1 × 7,92 mm pohyblivý kulomet vz. 30 v prosklené přídi, 1 × kulomet vz. 30 ráže 7,92 mm v otočné střelecké věžičce na hřbetu letadla, 1 × 7,92 mm pohyblivý kulomet vz. 30 v podlaze střeleckého prostoru pod trupem). V lehké bombardovací verzi unesl 300 kg pum. Letoun byl vybaven radiostanicemi vz. 26/34 a vz. 29 a fotokamerou A-I-34 nebo A-II-30.

## Použití
Letouny měly být v množství 15 kusů dodány československému vojenskému letectvu a patřily by k jeho nejmodernějším strojům. Projevilo o ně zájem i Rumunsko a Řecko, avšak na podzim 1938 bylo jednání v důsledku mnichovské dohody přerušeno. První sériový letoun A-304.2 byl zalétán 23. února 1939. MNO dále rozšířilo původní objednávku na 19 kusů, ale série se dostavovala až po 15. březnu 1939. Letoun A-304.3 poprvé vzlétl 26. dubna 1939. Postupně během let 1939-40 byly dokončovány ostatní sériové A-304.
Po okupaci Čech, Moravy a Slezska nacistickým Německem v březnu 1939 ukořistila letouny Luftwaffe, která je používala v Prostějově (Flugzeugführerschule A/B 71 - FFS A/B 71) k výcviku osádek, pro dopravu kurýrních zásilek a význačných osob. Jako dopravní stroj byl letoun upraven pro přepravu 6-7 cestujících. V roce 1941 jeden letoun (bulharským letectvem nazývaný "Pelikán") zakoupilo Bulharsko, které letoun A-304 používalo k pobřežní hlídkové službě do roku 1943.

## Uživatelé
- Československo
  - Československé letectvo
- Německá říše
  - Luftwaffe
- Bulharsko
  - Bulharské letectvo

## Specifikace

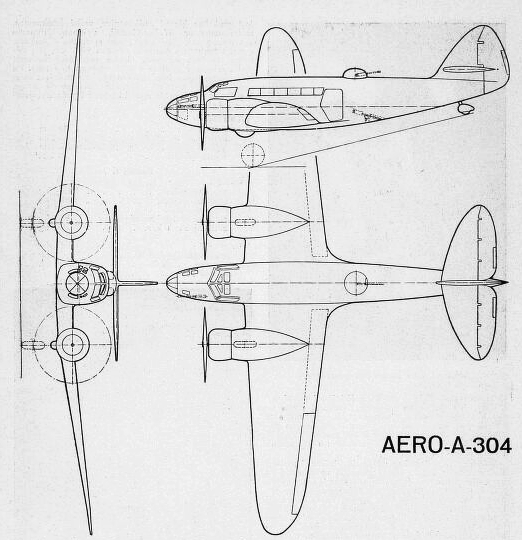
Aero A-304 (třípohledová skica)

Data dle

### Technické údaje
- Osádka: 3
- Rozpětí: 19,20 m
- Délka: 13,20 m
- Výška: 3,40 m
- Nosná plocha: 45,50 m2
- Hmotnost prázdného stroje: 3 020 kg
- Vzletová hmotnost: 4 365 kg
- Pohonná jednotka: 2 × hvězdicový vzduchem chlazený devítiválcový motor Walter Super Castor I-MR
  - nominální, jmenovitý výkon: 294,1 kW / 400 k při 2200 ot/min
  - vzletový, maximální výkon: 338,2 kW / 460 k při 2200 ot/min
  - nominální výkon ve výšce 1800 m: 316,2 kW / 430 k při 2200 ot/min
- Vrtule: pevné dřevěné dvoulisté

### Výkony
- Maximální rychlost: 322 km/h
- Cestovní rychlost: 290 km/h
- Dostup: 5 800 m
- Stoupavost: 6,7 m/s, 12,3 min do 5000 m
- Dolet: 1 200 km

### Výzbroj
- 3× kulomet vz. 30 ráže 7,92 mm s celkovou zásobou 1100 nábojů
- 300 kg pum